# Севен Хилс (Охајо)
Севен Хилс (енгл. Seven Hills) град је у америчкој савезној држави Охајо.

## Демографија
По попису из 2010. године број становника је 11.804, што је 276 (-2,3%) становника мање него 2000. године.
| Група             | 2000.          | 2010.          |
| Белци             | 11.668 (96,6%) | 11.175 (94,7%) |
| Афроамериканци    | 18 (0,1%)      | 96 (0,8%)      |
| Азијати           | 256 (2,1%)     | 294 (2,5%)     |
| Хиспаноамериканци | 92 (0,8%)      | 153 (1,3%)     |
| Укупно            | 12.080         | 11.804         |